# Abrodictyum
Abrodictyum is een geslacht van 26 soorten varens uit de vliesvarenfamilie (Hymenophyllaceae). Het zijn kleine tot middelgrote epifytische en lithofytische varens die wereldwijd verspreid zijn over alle equatoriale en tropische streken.

## Naamgeving en etymologie
- Synoniemen: Cephalomanes subgen. Abrodictyum Morton (1968)

## Kenmerken
Abrodictyum-soorten zijn kleine tot middelgrote overblijvende varens met korte, dikke tot lange, kruipende behaarde rizomen en talrijke, stevige wortels. De bladen zijn twee- tot vijfvoudig geveerd.
De sporenhoopjes zitten op de tot buiten het blad verlengde nerven op de top van de blaadjes, en dragen buisvormige dekvliesjes met een receptaculum, een haarvormig uitgroeisel van het sporenhoopje, dat als een borsteltje boven het dekvliesje uit steekt.

## Taxonomie enfylogenie
Abrodictyum is in 1843 benoemd door Presl, maar werd nadien terug opgeheven. Pas in 2006 werd het opnieuw beschreven door Ebihara en anderen, op basis van fylogenetisch DNA-onderzoek.
Het geslacht omvat 26 soorten. De typesoort is Abrodictyum cumingii.

## Soortenlijst
- Abrodictyum angustimarginatum (Bonap.) J.P.Roux (2009)
- Abrodictyum asae-grayi (Bosch) Ebihara & K.Iwats. (2006)
- Abrodictyum boninense Tagawa & K.Iwats. ex K.Iwats. (1958)
- Abrodictyum brassii (Croxall) Ebihara & K.Iwats. (2006)
- Abrodictyum caudatum (Brack.) Ebihara & K.Iwats. (2006)
- Abrodictyum cellulosum (Klotzsch) Ebihara & Dubuisson (2006)
- Abrodictyum clathratum (Tagawa) Ebihara & K.Iwats. (2006)
- Abrodictyum cumingii C.Presl (1843)
- Abrodictyum cupressoides (Desv.) Ebihara & Dubuisson (2006)
- Abrodictyum dentatum (Bosch) Ebihara & K.Iwats. (2006)
- Abrodictyum elongatum (A.Cunn.) Ebihara & K.Iwats. (2006)
- Abrodictyum flavofuscum (Bosch) Ebihara & K.Iwats. (2006)
- Abrodictyum guineense (Afzel. ex Sw.) J.P.Roux (2009)
- Abrodictyum idoneum (C.V.Morton) Ebihara & K.Iwats. (2006)
- Abrodictyum kalimantanense (K.Iwats. & M.Kato) Ebihara & K.Iwats. (2006)
- Abrodictyum laetum (Bosch) Ebihara & K.Iwats. (2006)
- Abrodictyum meifolium (Bory ex Willd.) Ebihara & K.Iwats. (2006)
- Abrodictyum obscurum (Blume) Ebihara & K.Iwats. (2006)
- Abrodictyum pluma (Hook.) Ebihara & K.Iwats. (2006)
- Abrodictyum rigidum (Sw.) Ebihara & Dubuisson (2006)
- Abrodictyum schlechteri (Brause) Ebihara & K.Iwats. (2006)
- Abrodictyum setaceum (Bosch) Ebihara & K.Iwats. (2006)
- Abrodictyum sprucei (Baker) Ebihara & Dubuisson (2006)
- Abrodictyum strictum (Menzies ex Hook. & Grev.) Ebihara & K.Iwats. (2006)
- Abrodictyum stylosum (Poir.) J.P.Roux (2009)
- Abrodictyum tamarisciforme (Jacq.) Ebihara & Dubuisson (2006)

Abrodictyum · Callistopteris · Cephalomanes · Crepidomanes · Didymoglossum · Hymenophyllum · Polyphlebium · Trichomanes · Vandenboschia